# A Sound Garden
A Sound Garden est une œuvre d'art public en plein air située à Seattle, dans l'État de Washington. Il s'agit de l'un des six travaux de ce type sur le campus de la National Oceanic and Atmospheric Administration (NOAA), adjacent au parc Warren G. Magnuson, sur la rive nord-ouest du lac Washington. Conçue et construite par le sculpteur Douglas Hollis de 1982 à 1983, la sculpture sonore est composée de douze structures de tours en acier de 6,4 mètres de haut, au sommet de chacune desquelles est suspendu un tuyau d'orgue attaché à une girouette qui produit des sons doux et toniques lorsqu'ils sont agités par le vent,,.
La sculpture attire de nombreux visiteurs en raison de son emplacement surplombant le lac Washington, de ses qualités visuelles et cinétiques et de son homonymie avec le groupe de rock de Seattle Soundgarden qui a pris leur nom en s'inspirant de la sculpture,. C'est devenu un mémorial en l'honneur du leader de Soundgarden, Chris Cornell, après sa mort en 2017.